# Челси Менинг
Челси Елизабет Менинг (енгл. Chelsea Elizabeth Manning; Кресент, 17. децембар 1987), рођена као Бредли Едвард Менинг (енгл. Bradley Edward Manning) амерички је узбуњивач, аткивиста и бивши војник. 

## Биографија
Ухапшена је у Ираку у мају 2010. због сумње да је проследила поверљиве документе Владе САД сајту Викиликс. Током наредних месеци, Менингова је, између осталог, оптужена за достављање информација о националној одбрани неовлашћеним лицима и помагање непријатељу, дела за која је прописана смртна казна, иако су тужиоци саопштили да је неће тражити.
Менингова је у октобру 2009. додељена војној јединици у близини Багдада као обавештајна аналитичарка, те јој је дат приступ базама података које користе САД за пренос поверљивих информација. Ухапшена је након што је Адријан Лемо, компјутерски хакер, рекао Федералном истражном бироу да му је Менингова у комуникацији преко интернета поверила да је преузела материјал са ових база података и прослеђивала га Викиликсу. Овај материјал, од којег је већина објављена између априла и новембра 2010, укључује видео-снимке хеликоптерског напада у Багдаду из 2007, снимке бомбардовања села Гранаи у Авганистану, 250.000 америчких тајних дипломатских депеша, и 500.000 војних докумената који су постали познати као „Ирачки и авганистански ратни дневници“. У питању је највећи скуп поверљивих докумената који је икада процурио у јавност.
Менингова је од јула 2010. била затворена у војној бази Квантико у Вирџинији и држана у самици уз бројна ограничења, што је довело до протеста у САД и другим земљама. У априлу 2011, 295 академика, међу којима су били многи познати амерички правни стручњаци, потписало је писмо у којем се наводи да услови њеног притвора крше Устав Сједињених Америчких Држава. Нешто касније, пребачена је у затвор у Форт Левенворту, где јој је омогућено да контактира са другим затвореницима. Изведена је пред суд у фебруару 2012, али је одбила да се изјасни о кривици.
Реакције на хапшење су биле мешовите. Према Денверу Никсу, материјал који је објавио Викиликс, а нарочито дипломатске депеше, био је катализатор за отпочињање Арапског пролећа у децембру 2010, док је сама Менингова стекла репутацију равну тјанменске непознате демонстранткиње 21. века и огорчене издајнице. Неки медији, укључујући и Вашингтон пост, фокусирали су се на питања зашто је једна војникиња имала приступ поверљивом материјалу, и због чега нису постојале мере безбедности које би је спречиле да га неовлашћено преузме.
Осуђена је на 35 година затвора 24. августа 2013. пред војним судом. Она се нешто касније обратила јавности са обавештењем о промени пола из мушког у женски, променом имена у Челси и молбом да је сви тако ословљавају.